# Ype Stelma
Ype Juurd (Ype) Stelma (Rotterdam, 12 januari 1936 - Hvaler Noorwegen, 27-mei 2022) is een voormalige Nederlandse roeier. Hij vertegenwoordigde Nederland eenmaal op de Olympische Spelen, maar won hierbij geen medaille.
Op de Olympische Spelen van 1960 in Rome maakte hij op 24-jarige leeftijd onderdeel uit van de vier met stuurman. De roeiwedstrijden vonden plaats op het meer van Albano. Het Nederlandse team drong via de series (6.50,48) en de herkansing (6.41,43) door tot de halve finale. Daar werden ze met een tijd van 7.12,02 uitgeschakeld.
Stelma was lid van de Leidse studentenroeivereniging Njord. In 1960 won hij voor Njord het hoofdnummer de gestuurde vier op de Varsity (tezamen met Henk Wamsteker, Toon de Ruiter, Frank Moerman en met stuurman Jaap van der Linden en coach Albert Vervloet) Op de finish werd de wedstrijd door de kamprechter als een dead heat bezegeld met W.S.R.V Argo.Hij was medisch student en werd later arts.

## Palmares

### roeien (vier met stuurman)
- 1960: ½ fin. OS - 7.12,02

Toon de Ruiter · 
Frank Moerman · 
Ype Stelma · 
Henk Wamsteker · 
Marius Klumperbeek (stuurman)